# Negligência Intermediária da Sobreposição Diferencial
Negligência Intermediária da Sobreposição Diferencial (INDO) é um método químico quântico semi-empírico que é um desenvolvimento da negligência completa da sobreposição diferencial (CNDO/2) introduzido por John Pople. Como a CNDO/2, ele usa sobreposição diferencial zero para as integrais de dois elétrons, mas não para integrais que estão sobre orbitais centradas no mesmo átomo. O método agora é raramente usado em sua forma original com algumas exceções, mas é a base para vários outros métodos, como MINDO, ZINDO e SINDO.